# Франдсен, Пер
Пер Франдсен (дат. Per Frandsen; род. 6 февраля 1970, Копенгаген) — датский футболист и футбольный тренер. Известен по выступлениям за «Болтон Уондерерс», «Лилль» и сборную Дании. Участник чемпионата мира 1998 года и летних Олимпийских игр в Барселоне. В настоящее время тренирует клуб «Видовре».

## Клубная карьера
В 1988 году Франдсен начал карьеру в клубе «Б-1903», уже через год он получил приглашение в молодёжную сборную Дании. Пер стал третьим бомбардиром первого дивизиона и получил приглашение в национальную команду в 1990 году. В ноябре он перешёл во французский «Лилль» за рекордную для клуба стоимость. Во Франции Пер провел четыре года, но в 1994 году команда начала испытывать финансовые трудности и он вернулся на родину. Новым клубом Франдсена стал «Копенгаген». В 1995 году Пер выиграл свой единственный трофей Кубок Дании. В августе 1996 года он покинул Данию и подписал контракт с английским «Болтоном». Сумма трансфера составила 1,25 млн. фунтов. Пер дебютировал за клуб в матче против «Порт Вейла», а свой первый гол забил в ворота «Манчестер Сити». В 1997 году он помог «Болтону» выйти в Премьер лигу. Несмотря на то, что команда играла очень слабо Франдсен был лидером и выделялся на общем фоне своим мастерством. По окончании сезона «Болтон» вылетел в Чемпионшип.
В сентябре 1999 года Франдсен перешёл в «Блэкберн Роверс» за 1,75 млн. фунтов. Пер был основным футболистом, но не смог наладить отношения с партнерами и руководством и вернулся в «Болтон». В 2004 году он помог клубу выйти в финал Кубка Лиги. За команду Франдсен сыграл в общей сложности 304 матча и забил 38 мячей. Летом того же года у Пера закончился контракт и он на правах свободного агента подписал контракт с «Уиганом». За новый клуб Франдсен сыграл 9 матчей и забил гол в ворота Брайтона. После этого он получил тяжелую травму и в январе 2005 года принял решение о завершении карьеры. После ухода из футбола он работал агентом, а в 2012 году возглавил датский клуб «ХБ Кёге».

## Международная карьера
В сентябре 1990 года в матче против сборной Нидерландов Франдсен дебютировал за сборную Дании. В 1992 году Пер принял участие в летних Олимпийских играх в Барселоне. На турнире он принял участие во всех трех матчах.
В 1998 году Франдсен был включен в заявку национальной сборной на поездку во Францию на Чемпионат Мира. На турнире Пер не был основным футболистом и сыграл в двух матчах против сборных Нигерии и Саудовской Аравии.

## Статистика

### Матчи Франдсена за сборную Дании
| Матчи Франдсена за сборную Дании | Матчи Франдсена за сборную Дании | Матчи Франдсена за сборную Дании | Матчи Франдсена за сборную Дании | Матчи Франдсена за сборную Дании | Матчи Франдсена за сборную Дании    |
| -------------------------------- | -------------------------------- | -------------------------------- | -------------------------------- | -------------------------------- | ----------------------------------- |
| №                                | Дата                             | Соперник                         | Счёт                             | Голы Франдсена                   | Соревнование                        |
| 1                                | 30 мая 1990                      | ФРГ                              | 0:1                              | —                                | Товарищеский матч                   |
| 2                                | 6 июня 1990                      | Норвегия                         | 2:1                              | —                                | Товарищеский матч                   |
| 3                                | 4 сентября 1991                  | Исландия                         | 0:0                              | —                                | Товарищеский матч                   |
| 4                                | 9 ноября 1996                    | Франция                          | 1:0                              | —                                | Товарищеский матч                   |
| 5                                | 29 марта 1997                    | Хорватия                         | 1:1                              | —                                | Чемпионат мира 1998 (отбор)         |
| 6                                | 30 апреля 1997                   | Словения                         | 4:0                              | —                                | Чемпионат мира 1998 (отбор)         |
| 7                                | 8 июня 1997                      | Босния и Герцеговина             | 2:0                              | —                                | Чемпионат мира 1998 (отбор)         |
| 8                                | 10 сентября 1997                 | Хорватия                         | 3:1                              | —                                | Чемпионат мира 1998 (отбор)         |
| 9                                | 25 марта 1998                    | Шотландия                        | 1:0                              | —                                | Товарищеский матч                   |
| 10                               | 22 апреля 1998                   | Норвегия                         | 0:2                              | —                                | Товарищеский матч                   |
| 11                               | 28 мая 1998                      | Швеция                           | 0:3                              | —                                | Товарищеский матч                   |
| 12                               | 5 июня 1998                      | Камерун                          | 1:2                              | —                                | Товарищеский матч                   |
| 13                               | 12 июня 1998                     | Саудовская Аравия                | 1:0                              | —                                | Чемпионат мира 1998                 |
| 14                               | 28 июня 1998                     | Нигерия                          | 4:1                              | —                                | Чемпионат мира 1998                 |
| 15                               | 19 августа 1998                  | Чехия                            | 0:1                              | —                                | Товарищеский матч                   |
| 16                               | 10 октября 1998                  | Уэльс                            | 1:2                              | —                                | Чемпионат Европы 2000 (отбор)       |
| 17                               | 14 октября 1998                  | Швейцария                        | 1:1                              | —                                | Чемпионат Европы 2000 (отбор)       |
| 18                               | 9 июня 1999                      | Уэльс                            | 2:0                              | —                                | Чемпионат Европы 2000 (отбор)       |
| 19                               | 10 октября 1999                  | Иран                             | 0:0                              | —                                | Товарищеский матч                   |
| 20                               | 16 августа 2000                  | Фарерские острова                | 2:0                              | —                                | Чемпионат Северной Европы 2000—2001 |
| 21                               | 1 сентября 2001                  | Северная Ирландия                | 1:1                              | —                                | Чемпионат мира 2002 (отбор)         |
| 22                               | 17 апреля 2002                   | Израиль                          | 3:1                              | —                                | Товарищеский матч                   |
| 23                               | 2 апреля 2003                    | Босния и Герцеговина             | 0:2                              | —                                | Чемпионат Европы 2004 (отбор)       |

Итого: 23 матча / 0 голов; 11 побед, 5 ничьих, 7 поражений.

## Достижения
«Копенгаген»
- Обладатель Кубка Дании — 1995